# Sistema de alerta de tsunâmi

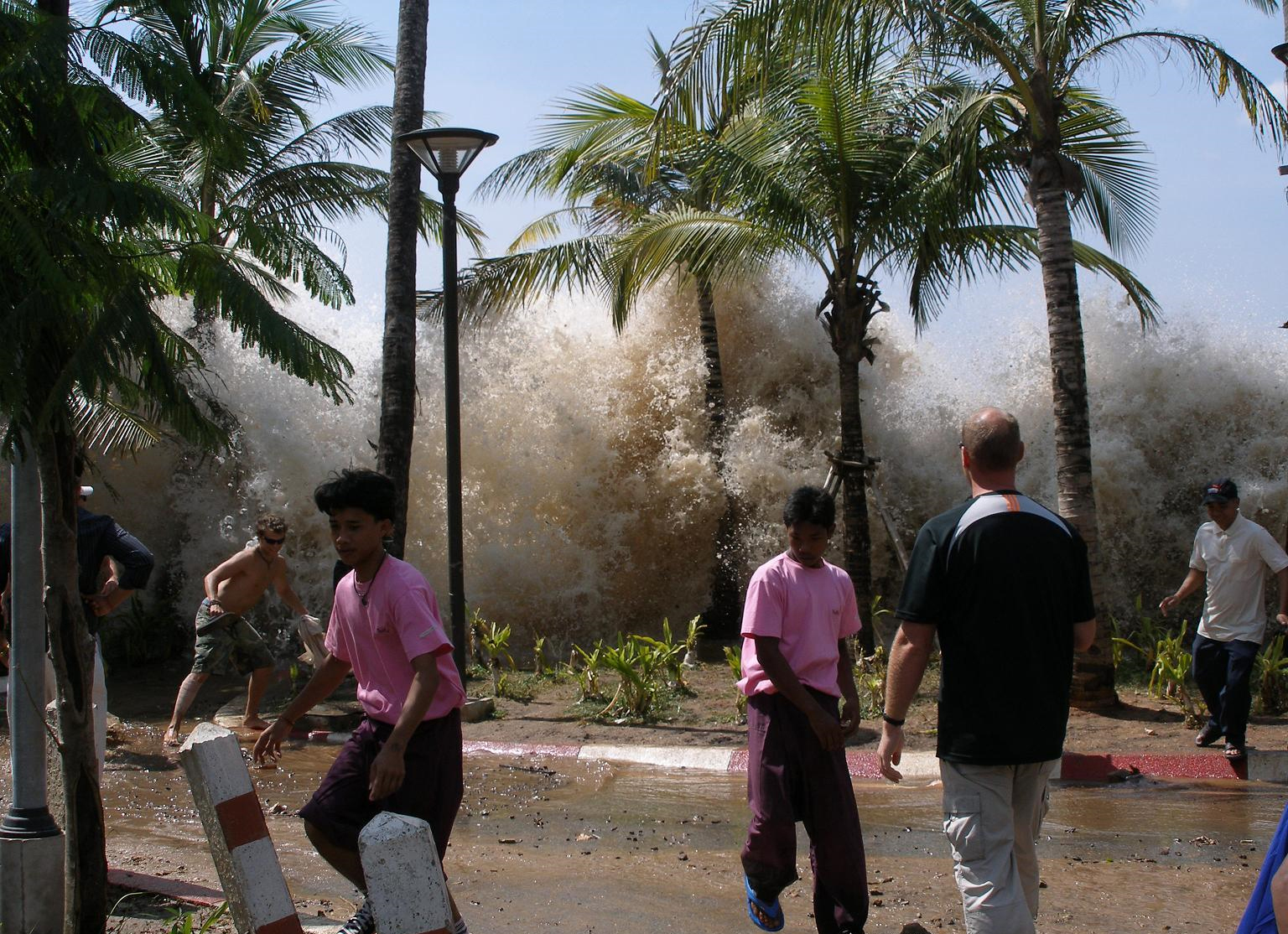
Efeitos da tsunami do oceano Índico de 2004.

O sistema se estrutura a partir da informação de notificações de estações de vigilância, centros de alerta ou agências que se dedicam a diagnosticar, detectar, quantificar e decretar eventos capazes de acarretar desastres marítimos naturais.
O centro de alerta mundial de maremotos está localizado no Hawaii e liga-se a uma rede de alertas em todo mundo. O Centro de Alertas de Tsunamis do Pacífico (Pacific Tsunami Warning Center), da Administração Oceânica e Atmosférica Nacional (NOAA), é mantido pelo governo dos Estados Unidos.